# عدنان خير الله
عدنان خير الله طلفاح المسلط (23 سبتمبر 1940 – 4 مايو 1989)، هو وزير الدفاع العراقي الأسبق. و ابن خال الرئيس العراقي صدام حسين وشقيق زوجته الأولى ساجدة

## حياته
ولد عدنان خير الله طلفاح مسلط الناصري، لعائلة مكونة من خمس أخوات وخمسة إخوة، وهو أكبر الذكور، وأكبر النساء السيدة ساجدة زوجة الرئيس صدام وأخته إلهام الرابعة زوجة وطبان إبراهيم التكريتي. درس في مدارس بغداد، وأكمل دراسته الثانوية فيها ثم التحق بالكلية العسكرية عام 1958 وتخرج فيها عام 1961 حصل على عدة شهادات أكاديمية منها ماجستير في العلوم العسكرية، بكالوريوس في اللغة الإنكليزية، بكالوريوس في القانون والسياسة.

### حياته الأسرية
تزوج من هيفاء ابنة الرئيس أحمد حسن البكر ، شقيقة عبد السلام البكر ، ورزق منها بستة أبناء؛ علي، الحمزة، ومحمد. رانية، رولا، ونوف.

### استصداره عفواً للعسكريين
كان يحاول استصدار عفو عن العسكريين المحكومين بالإعدام قائلا:
.

### انخراطه في العمل العسكري
عمل آمراً لكتيبة دبابات أبو غريب جنوب غربي بغداد، وعمل خلال تدرجه في السلك العسكري في معظم محافظات العراق. وخلال تنقله أسس علاقات وصداقات مع جميع أبناء الشعب العراقي على اختلاف مذاهبهم وطوائفهم
دخل الكلية العسكرية وتخرّج منها عام 1961 ضمن أفراد الدورة (37), وعمل في صنف الدروع، شارك في انقلاب 8-شباط-1963 الذي قاده حزب البعث، ضمن رتل الدبابات المتجه إلى معسكر الرشيد، كذلك شارك في انقلاب 17-تموز-1968, عُين في عام 1977 عضواً في المجلس الوطني لقيادة الثورة والقيادة القطرية لحزب البعث.

### تعيينه وزيراً للدفاع
عُين (وزيراً للدولة) ثم وزيراً للدفاع وعضواً في القيادة القطرية، وبعد تسلم صدام للسلطة عام 1979، أصبح نائباً لرئيس الوزراء والقائد العام للقوات المسلحة ووزيراً للدفاع، وبقي في منصبه وزيراً للدفاع حتى لقي مصرعه في حادث تحطم طائرته المروحية في مدينة الموصل أثناء عودته من شمال العراق إلى العاصمة بغداد في 5 مايو 1989. وتسلم من بعده منصب وزارة الدفاع الفريق عبد الجبار شنشل

### علاقته بالرئيس صدام حسين
كانت صداقته قوية مع صدام منذ أيام الطفولة، حيث إن صدام تربى وترعرع في بيت خاله خير الله طلفاح
كان يمضي عطلته الصيفية في «العوجا» حيث مسكن عمته والدة الرئيس صدام اعتاد منذ أن كان في الرابعة عشرة أن يحمل معه آلة التصوير وامتلك أرشيف صور لصدام حسين والعائلة ومجموعة كبيرة من الصور عن المناطق التي خدم فيها وهي تحكي قصة تطور المدن والأقضية العراقية.

### علاقته بحسين كامل
بعد ظهور حسين كامل بفترة من الزمن، حاول عدنان خير الله الحصول على إعفاء من منصبه كوزير للدفاع. لم يكن مرتاحاً إلى الظهور المفاجئ له، ولكونه كعسكري محترف لم يعجبه تدخل حسين كامل في الشؤون العسكرية وشؤون الضباط وتحركاتهم، وهو الأمر الذي دفعه إلى أن طلب رسمياً من الرئيس صدام حسين، من خلال وزير الداخلية آنذاك سعدون شاكر، إعفاءه من وزارة الدفاع. بعد إعدام عدنان الحمداني، أصبح لحسين كامل، إلى جانب صدام حسين وعدنان خير الله، حق السحب من أرصدة الجيش السرية في سويسرا، وأصبح كامل يتدخل في الجيش بتنفيذ إعدامات بحق ضباط وجنود بحجة الجُبن والتخاذل، وقد عارض فكرة غزو الكويت. من أقوال عدنان خير الله عنه:

### دوره في الحرب الإيرانية وتحرير الفاو
تولّى عدنان خير الله قيادة الجيش العراقي، وأشرف على تحضيره للحرب، وكان مسؤولاً عن إعداد الخطط العسكرية ويعتبر بطل معركة القادسية.

### ظروف وفاته
في الرابع من مايو 1989 توفي في حادث تحطم مروحية في منطقة بدوية نائية بين منطقتي «بيجي» و«الشرقاط» شمال بغداد أثناء عودته من شمال العراق إلى العاصمة بغداد
هنالك أربع نظريات في تفسير الحادث: ثلاث نظريات للمؤامرة ونظرية في اللامؤامرة:
- نظرية اللامؤامرة: إن الطقس كان سيئاً للغاية، وإنه جرى تحذير الفريق عدنان من الإقلاع بالطائرة، وإنه اضطر للهبوط في أحد المواقع تحت تأثير سوء الأحوال الجوية، لكنه قرر بعدها الإقلاع من جديد عندما اعتقد أن الطقس بات مستقرا وحصل الحادث.
- وتشير نظريات المؤامرة الثلاث إلى أصابع «إيران» أو «صدام» أو «حسين كامل». وجميعها تؤكد أن الطقس كان جيداً، وأنه لا صحة لسوء الأحوال الجوية. ثم إن طائرتين أخريين كانتا مع الطائرة المنكوبة. لم تتضرر أي منهما من تقلبات الطقس.
- «نظرية إيران»: أن طهران عبر أحد عملائها وضعت عبوة ناسفة في الطائرة للانتقام من البطل المنتصر.
- «نظرية صدام»: أن صدام حسين كان وراء حادث الاغتيال ذلك أنه كان يغار من شعبية وقوة عدنان، كما أن الإعلام الغربي كان يفرط في مديح عدنان على حساب صدام والحديث عنه باعتباره البديل الأفضل لحكم العراق. يضاف إلى ذلك ما نُشر حول إلقاء المخابرات العراقية القبض على خلية انقلابية كانت تنوي تنصيب عدنان خير الله حاكماً للبلاد.

سئل الشيخ علي الندا شيخ عشيرة البيجات التي ينتسب إليها صدام وعدنان خير الله وحسين كامل، قال شيخ البيجات في جوابه عن إمكانية إحداث خلل في طائرة عدنان: 
 كما سئل الشيخ علي الندا عن رأي خير الله طلفاح أبو عدنان، في وفاة ابنه، فقال علي الندا: 
بعد الإعلان عن وفاته أُعلن الحداد العام في العراق، شيع جثمانه بموكب عسكري مهيب حضره الرئيس صدام حسين وولديه وباقي أركان النظام، كما أُقيم تمثال لعدنان في إحدى ساحات بغداد، وأُطلق اسم عدنان خير الله على واحدة من أكبر المستشفيات في بغداد.

## وصلات خارجية
- رواية اللواء سيف هموندي رئيس اللجنة التحقيقة في حادثة طائرة عدنان خير الله.